# Proteste in Russia del 2011-2013

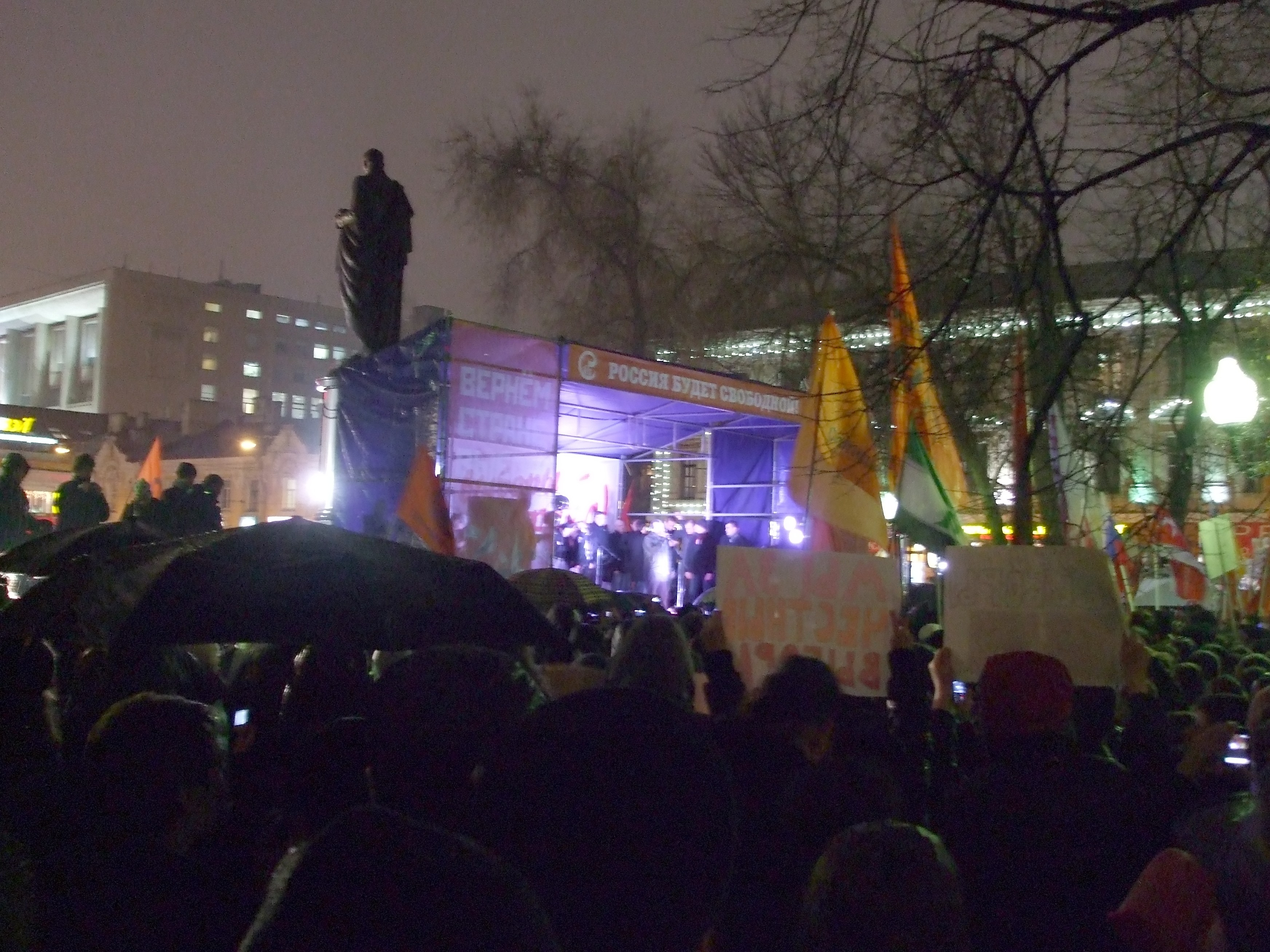
La protesta a Mosca del 5 dicembre 2011 in piazza Puškin

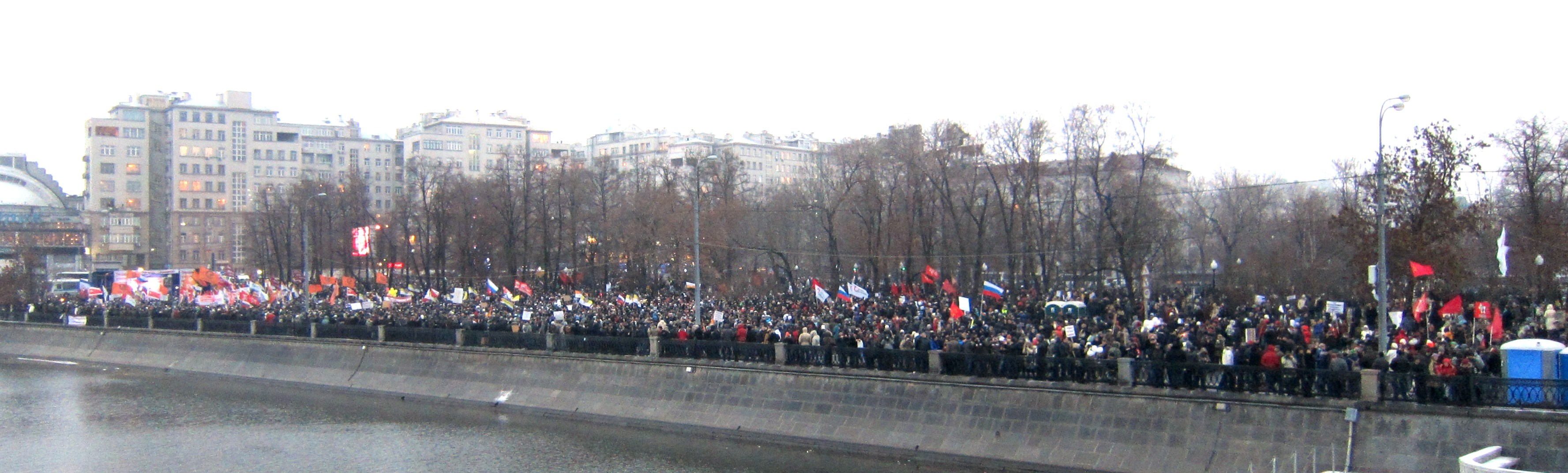
Protestanti riuniti in Piazza Bolotnaya.

Le proteste in Russia del 2011-2013, chiamate anche giornalisticamente con il nome di Rivoluzione bianca o rivoluzione della neve, sono un evento sociopolitico nato in Russia, iniziato il 4 dicembre 2011, durante le elezioni parlamentari in Russia del 2011 e proseguito nel corso del 2012 e del 2013.
La rivoluzione è consistita in diverse manifestazioni pacifiche e non-violente, contro presunti brogli elettorali e irregolarità che sarebbero avvenute durante le votazioni, e contro il presidente russo Putin e al suo partito politico, Russia Unita. La protesta è nata grazie ai giornalisti e agli attivisti politici che hanno denunciato lo svolgimento irregolare delle elezioni. Il 10 dicembre 2011, dopo una settimana contrassegnata da una scala ridotta di manifestazioni, la Russia ha assistito alla più grande protesta a Mosca dai tempi della dissoluzione dell'Unione Sovietica.

## La denuncia e i primi focolai di protesta

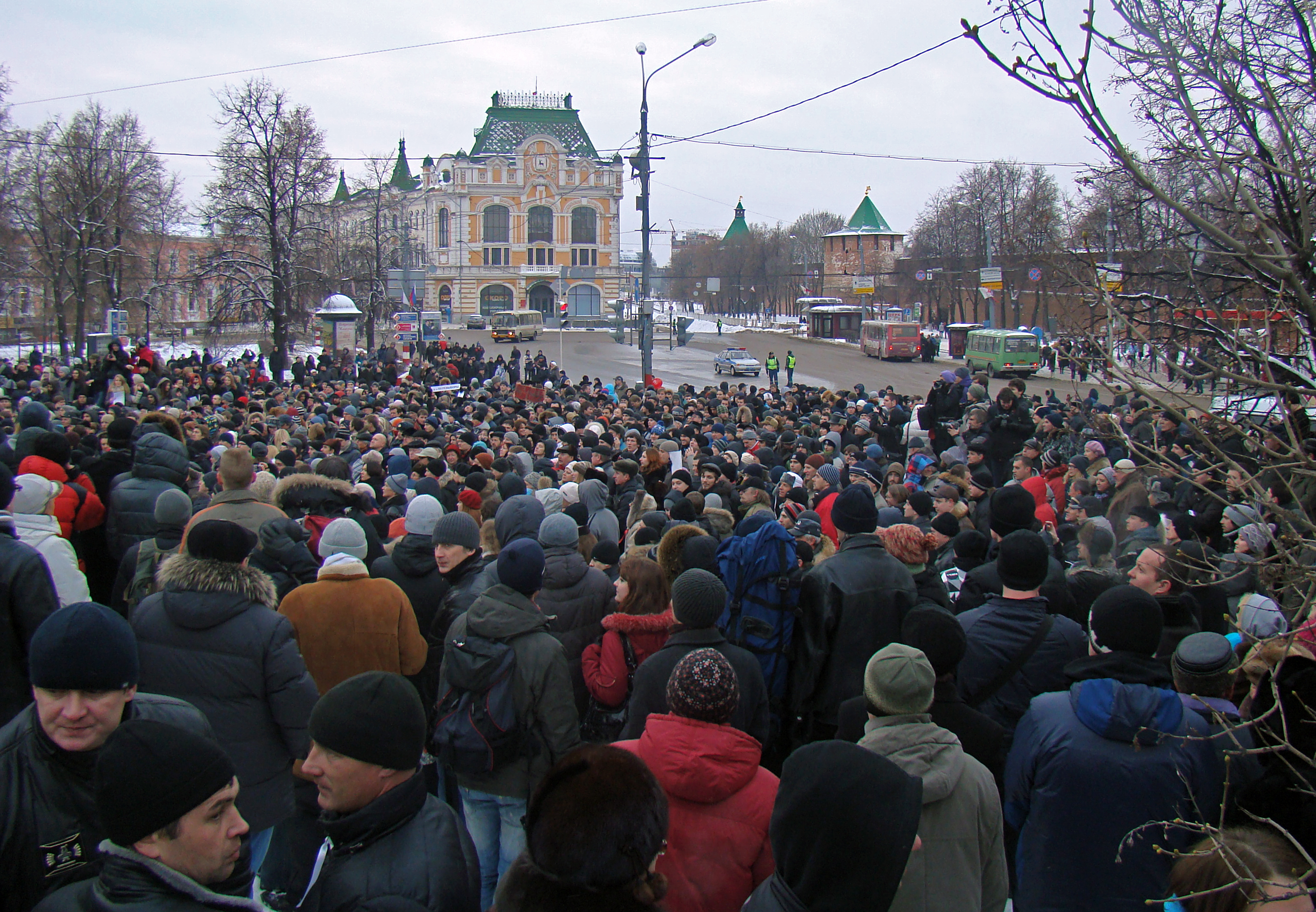
Manifestanti riuniti in piazza di Minin e Požarskij contro i risultati ufficiali delle elezioni a Nižnij Novgorod. Cremlino.

Durante la campagna preelettorale l'associazione Golos, indipendente da partiti partecipanti alla tornata elettorale, monitorò la situazione politica e fu la maggiore organizzazione, che ha riportato le violazioni nella campagna elettorale, attraverso la creazione di un servizio online per raccogliere le violazioni dei diritti e della legalità. Il 1º dicembre 2011 i pubblici ministeri a Mosca collaborarono con la Golos sulle carte attinenti all'organizzazione, che aveva segnalato un partito politico, senza indicarne il nome, messosi in una cattiva luce. Questo partito senza nome è stato quindi identificato come quello di Russia Unita. Il 2 novembre, un tribunale di Mosca multò la Golos di 30 000 rubli (circa 1000 dollari) per violazioni della legge elettorale della Russia.

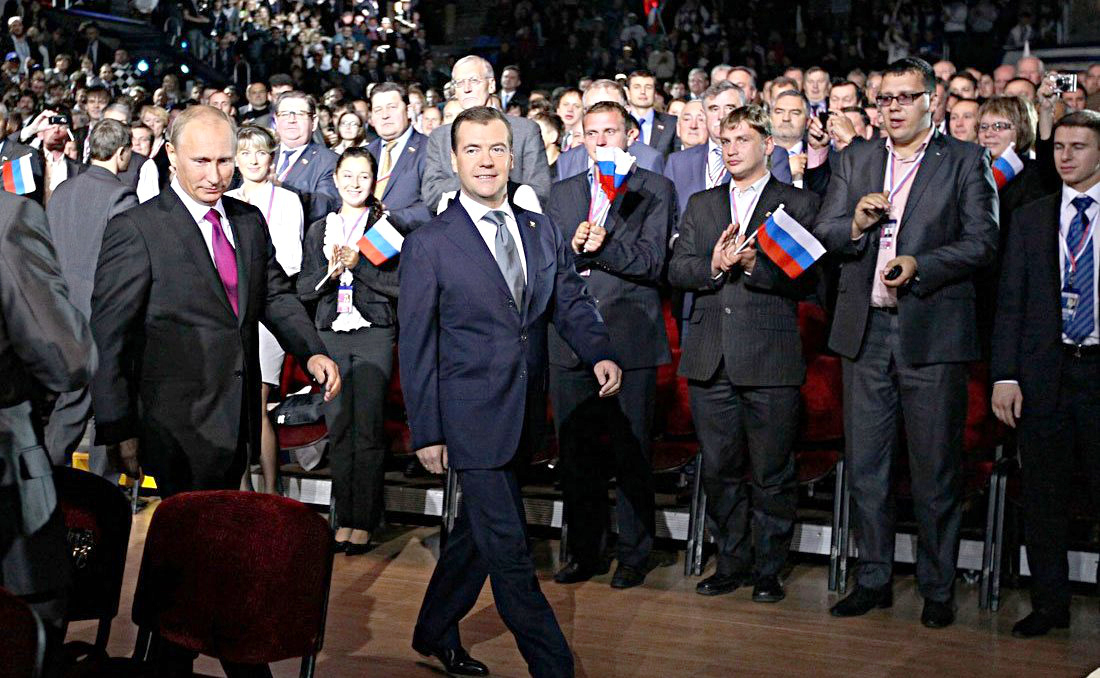
Putin e Medvedev al congresso della RU nel settembre 2011.

Secondo l'agenzia di stampa russa di Stato, RIA Novosti, ci sono stati più di 1'100 verbali di irregolarità elettorali in tutto il paese, tra cui brogli elettorali, l'ostruzione di osservatori e una campagna illegale. I membri della Russia Giusta, Yabloko e il Partito Comunista della Federazione Russa hanno riferito che gli elettori hanno fatto la spola tra i seggi elettorali più diversi alle urne. Yabloko e il Partito Liberal-Democratico di Russia hanno riferito che ad alcuni dei loro osservatori era stato vietato di assistere alla sigillatura delle urne e alla raccolta dei video, e alcuni sono stati immotivatamente espulsi dai seggi elettorali. In un certo numero di seggi elettorali, gli osservatori hanno riferito che i risultati finali, pubblicati dalla Commissione elettorale centrale, differivano significativamente dai risultati registrati dagli osservatori, ed i risultati "ufficiali" a volte mostravano un aumento di due o tre voti per Russia Unita.
Gli osservatori della Comunità degli Stati Indipendenti (CSI) hanno riferito che le elezioni "si sono svolte regolarmente e senza gravi violazioni".L'Ufficio OSCE per le istituzioni democratiche e i diritti umani, l'Assemblea parlamentare dell'OSCE, e l'Assemblea parlamentare del Consiglio d'Europa (APCE) ha detto che i preparativi per le elezioni sono stati tecnicamente ben amministrati attraverso un vasto territorio, ma sono state caratterizzati da una convergenza di Stato e il partito di governo.
Il partito di maggioranza, Russia Unita, ha affermato che i partiti di opposizione si erano impegnato in campagne elettorali illegali distribuendo volantini e giornali nei seggi elettorali e che in alcuni seggi gli elettori era stato ordinato di votare per il partito comunista, con minacce di violenza.
L'analisi statistica dei dati a livello dei seggi elettorali indica una non-gaussiana distribuzione dei livelli di affluenza alle urne e significative correlazioni positive tra affluenza alle urne e il numero di voti raggiunto da Russia Unita, forse indicativi di irregolarità, secondo altre opinioni.

### Altre irregolarità

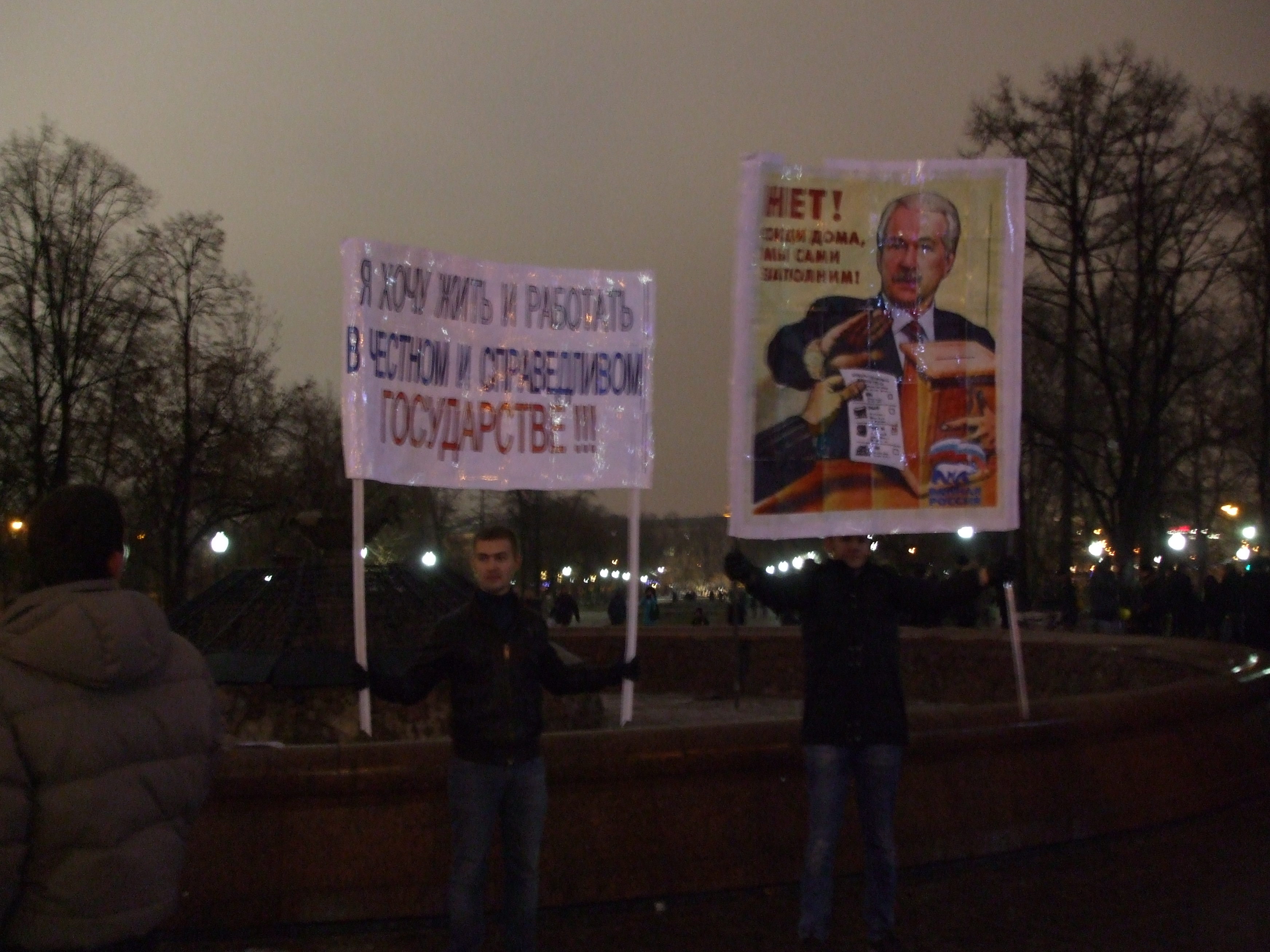
Manifesti di denuncia contro i presunti brogli elettorali.

Vari siti di stampa russa liberale hanno riportato esperienze di Denial of Service, il giorno delle elezioni.

## Reazioni

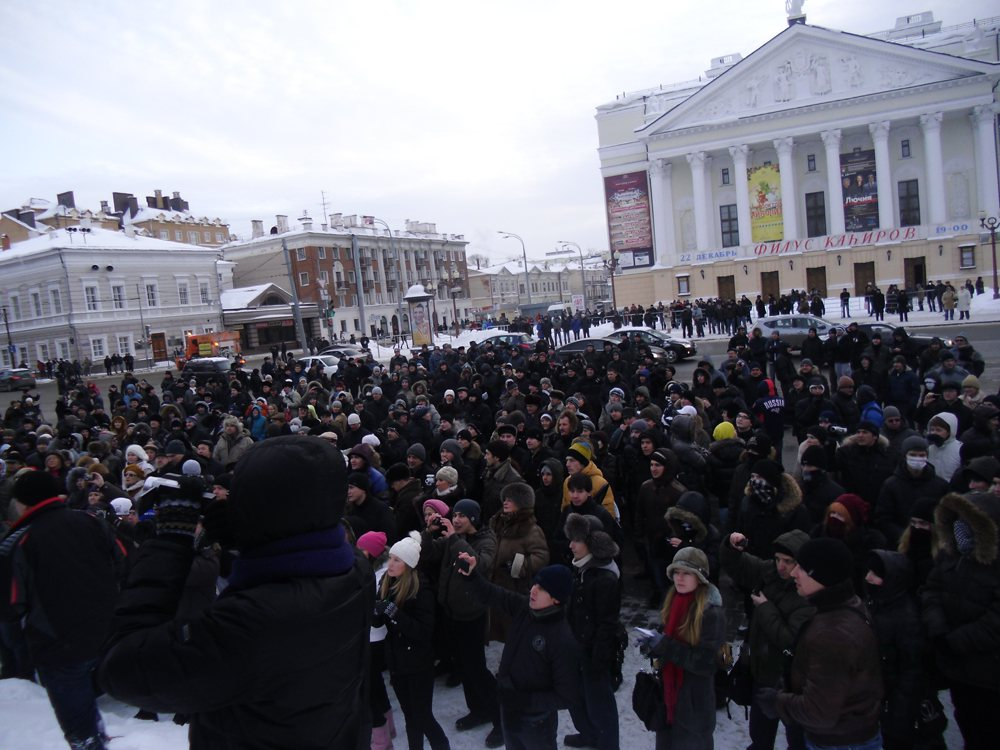
Manifestazione a Kazan' del 10 dicembre 2011.

Stati Uniti: il Segretario di Stato Hillary Clinton ha detto, in un viaggio a Vienna, che le elezioni in Russia sono state "né libere, né eque" e che c'erano "gravi preoccupazioni" circa la correttezza delle elezioni. Il Ministero degli Affari Esteri della Russia ha chiamato la Clinton e il commento di altri funzionari statunitensi è stato: '"inaccettabile", e la Russia ha criticato l'appoggio statunitense di "stereotipi" e la "posizione delle etichette" senza tentativi di un'adeguata seria analisi della situazione elettorale in Russia. Il Ministero ha anche criticato il sistema elettorale degli USA.
Vladimir Putin ha detto che Hillary Clinton ha "il tono di alcuni attivisti dell'opposizione" e che "agisce in conformità con un noto scenario e nei propri interessi politici mercenari". Ha detto che "è inaccettabile il modo in cui il denaro straniero viene utilizzato nei processi elettorali" e che la sovranità della Russia non deve essere difesa da ingerenze straniere. Putin ha anche affermato che le elezioni negli Stati Uniti sono molto meno democratiche e che in Russia sono solo meno aperte agli osservatori indipendenti.
Il presidente Dmitrij Medvedev ha chiesto un'inchiesta sul presunto broglio elettorale, ma ha minimizzato le preoccupazioni, affermando che "È tempo di dare al nuovo parlamento la possibilità di lavorare e, naturalmente, di indagare su tutto ciò che è successo".
Il 7 dicembre Michail Gorbačëv, l'ultimo leader sovietico, ha richiesto lo svolgimento di nuove elezioni e ha dichiarato che le votazioni sono state indirizzate a favore di Russia Unita. Egli ha richiesto una replica, affermando: "I leader del paese devono ammettere che ci sono state numerose falsificazioni e sartiame e che i risultati non riflettono la volontà del popolo". Ha aggiunto: "Penso che i leader russi possano solo prendere una decisione: annullare i risultati delle elezioni e prendere in mano una nuova iniziativa".

## 5 e 7 dicembre

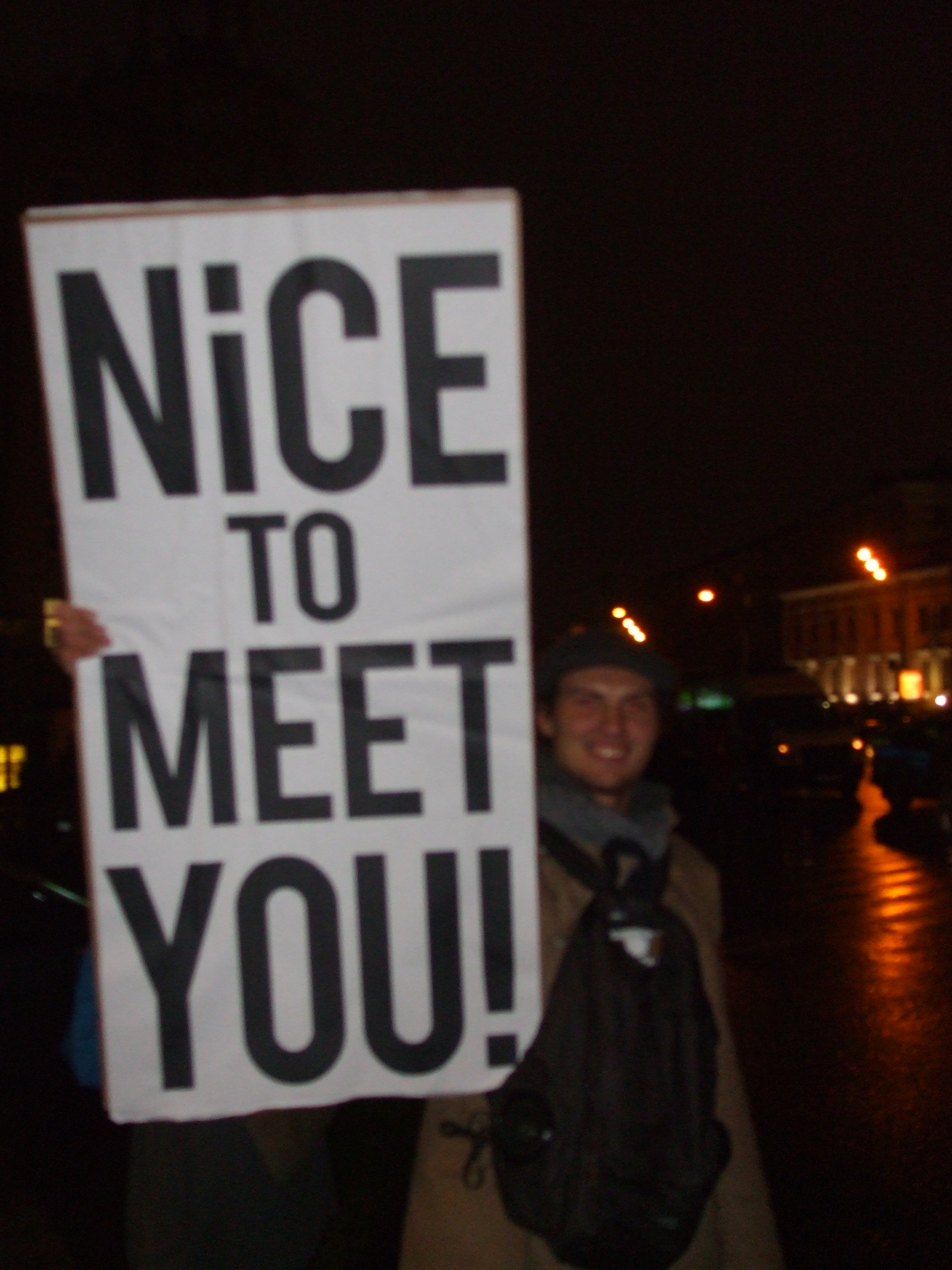
Un manifestante accoglie i fotografi con un cartello con su scritta la frase: Nice to meet you! ("piacere di conoscerti").

Il 5 dicembre, gli oppositori del governo hanno cominciato a protestare Mosca, e circa 5 000 hanno denunciato Vladimir Putin e il suo governo e quello che ritenevano fossero le elezioni difettose. Gli attivisti sostengono che le elezioni erano una farsa e hanno chiesto che Putin vada via, mentre alcuni hanno richiesto una rivoluzione. Aleksej Naval'nyj, un blogger di primo piano e attivista contro la corruzione, ha identificato il partito politico di Putin, Russia Unita, come un "partito di truffatori e ladri", ed è accreditato con la mobilitazione iniziale delle manifestazioni, anche se posta sul suo blog del LiveJournal e sul suo account di Twitter. L'operato di Navalny è stato etichettato da Russia Unita come "la tipica sporca auto-promozione" e i tweet diffamatori che lo riguardavano erano originati dall'account twitter di Medvedev.
Molti sostenitori filo-governativi, tra cui il gruppo giovanile Nashi (sostenitore di Putin), sono andati, il 6 dicembre, presso il sito della manifestazione programmata dove hanno scatenato delle risse a sostegno del governo Putin e di Russia Unita. Ci fu un grande raduno di 15 000 persone della Nashi anche a Piazza Manezhnaya e 8'000 persone della Giovane Guardia della Russia Unita a Piazza Revolyutsii. Circa 500 attivisti pro-Russia Unita hanno marciato vicino alla Piazza Rossa. Camion carichi di soldati e poliziotti, così come di cannoni ad acqua, avendo previsto delle proteste contro il governo, si sono schierati davanti ai manifestanti ed è emerso che 300 di questi ultimi sono stati arrestati a Mosca la sera prima, insieme ad altre 120 persone a San Pietroburgo. Durante la notte del 6 dicembre, almeno 600 manifestanti sono stati individuati in Piazza Triumfalnaja, scandendo slogan contro Putin, mentre i manifestanti anti-governativi in piazza Revolyutsii si sono scontrati con la polizia anti-sommossa e il Ministero delle Truppe Interno, con la Polizia a caccia di circa 1'000 manifestanti, 100 dei quali furono arrestati. La protesta in seguito raggiunse oltre 1'000 sostenitori a Piazza Triumphalnaya e decine di arresti sono stati segnalati, tra cui quello di Boris Nemcov, leader dell'opposizione ed ex-vice primo ministro, e Aleksej Naval'nyj. Oltre 250 arresti sono stati fatti, e la polizia ha dovuto trasportare gli arrestati con degli autobus. Almeno un giornalista russo ha dichiarato di essere stato picchiato da agenti di polizia che lo hanno pestato e lo hanno colpito alle gambe con dei bastoni. Ancora 200 arresti sono stati riportati a San Pietroburgo e 25 a Rostov sul Don, la notte stessa nel quale le manifestazioni contro il governo Putin hanno avuto luogo. Dopo 3 ore e mezzo, la protesta di Mosca si è conclusa.
I tentativi di mettere in scena una protesta di grandi dimensioni a Mosca il 7 dicembre si spense a causa di una grande presenza della polizia in città.

## 10 dicembre: ilgiorno dei fiocchi bianchi

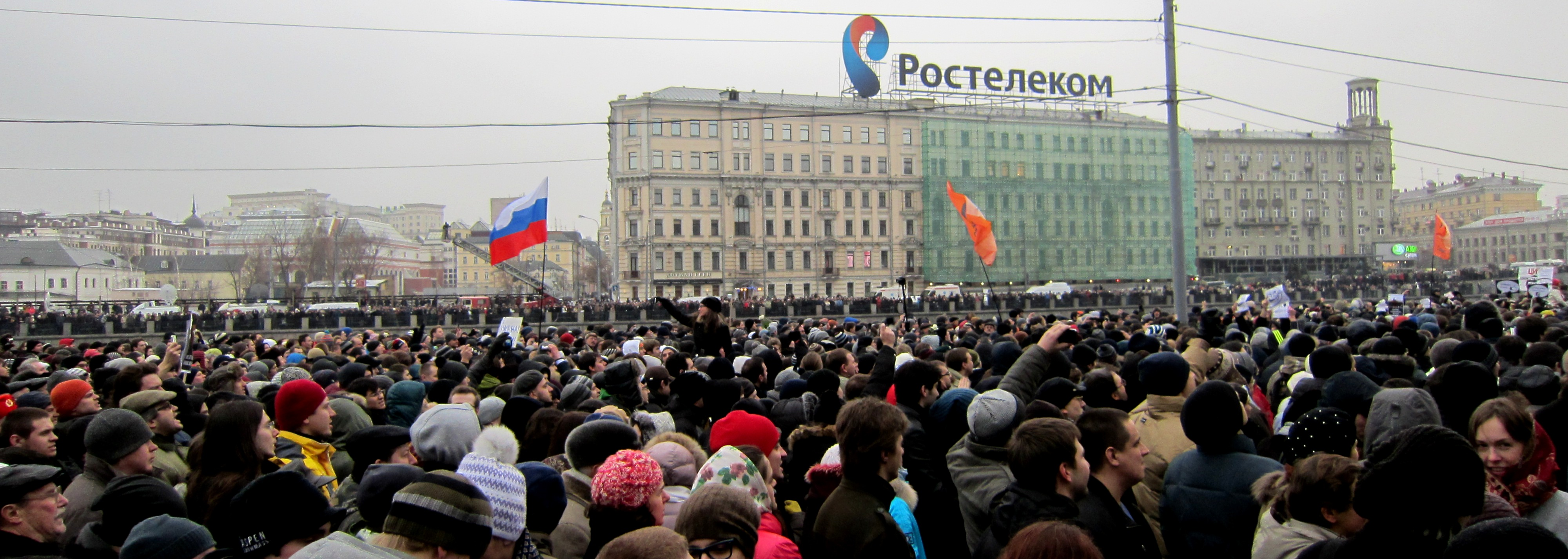
Manifestanti a Mosca il 10 dicembre 2011.

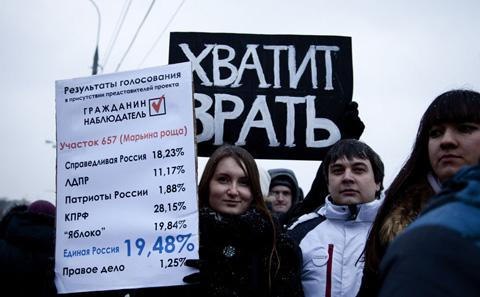
Protestanti tengono in mano un cartello con su scritto "Basta mentire!" e la lista dei voti ottenuti da ogni partito su uno dei seggi elettorali, con la Russia Unita al 19 %.

Attraverso il gruppo fondato su Facebook denominato Суббота на Болотной площади ("Sabato a Piazza Bolotnaya"), venne diffuso l'invito ad una grande manifestazione nazionale contro il governo, organizzata per il 10 dicembre. Precedentemente i giornali avevano affermato che decine di migliaia di utenti su Facebook avevano accettato volentieri l'invito alla protesta di Mosca, così come i 5'000 a San Pietroburgo. Fu dato un permesso ai manifestanti dalla Solidarnost per una manifestazione legale di 300 persone in Piazza della Rivoluzione. Quasi 40'000 persone accettarono l'invito su Facebook e, dopo alcune negoziazioni con i dimostranti da parte del governo, queste vennero spostate nella protesta di Piazza Bolotnaya.
Prima dell'effettivo inizio della manifestazione, Putin raccomandò alle forze dell'ordine di dispiegare i militanti qualora ci fossero delle dimostrazioni illegali a Mosca o in altre città; ad ogni modo, l'evento fu pacifico e non ci furono tentativi da parte dello Stato di prevenirlo o di fermarlo.
Il rapper Noize MC e lo scrittore Boris Akunin si schierarono con la massa, ed il secondo decise addirittura di prendere un aereo da Parigi pur di partecipare all'evento.

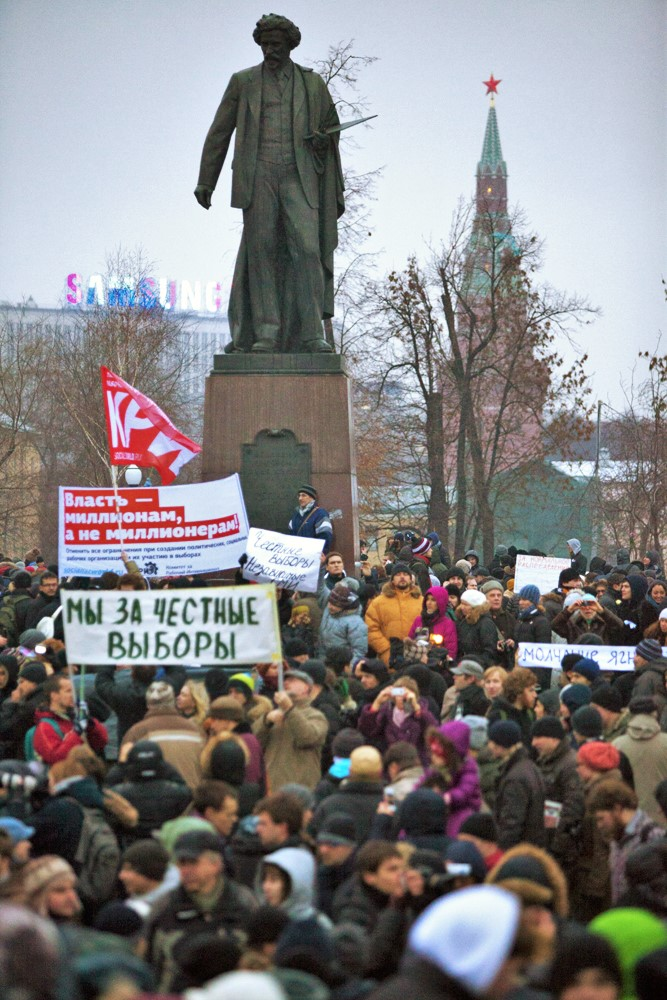
Protestanti in Piazza Bolotnaya il 10 dicembre. Al centro della piazza, una scultura alla memoria di Repin.

Ci furono comunque vari tentativi di fermare la protesta e le organizzazioni che la supportavano. Tra questi ripetuti scherzi telefonici al partito politico Jabloko e al giornale Novaja Gazeta. Il direttore del dipartimento della salute pubblica russo, Gennadij Oniščenko, avvertì il giorno prima i manifestanti sul fatto che avrebbero rischiato di prendere virus influenzali e SARS. Vennero avvisati anche del fatto che la polizia sarebbe stata in all'erta dei disertori. Venne ordinato agli studenti di farsi schedare e subire degli esami condotti da un dipartimento speciali capitanato dai direttori circa le "regole del comportamento sulla salute in città". I vari post di opposizione su Twitter vennero bloccati attraverso un botnet ed un video postato su YouTube, intitolato Москва! Болотная площадь! 10 Декабря! ("Mosca! Piazza Bolotnaya! 10 dicembre!"), nel quale si vedono degli orchi volare attorno ad un castello ed urlare "Russia senza Putin!". I sostenitori della protesta risposero con la diffusione sulla rete di un'immagine ritoccata con Photoshop nel quale si vede Putin vestito come l'ex-dittatore libico Gheddafi.
The Daily Telegraph riportò, alle ore 10:40, la notizia che "un'ora e mezza passata in Piazza Bolotnaya potrebbe paragonarsi alla più grande manifestazione tenutasi a Mosca dalla caduta dell'URSS, e la più grande televisione di Stato, la Channel One, non ha fatto alcun riferimento sul suo sito web riguardo al malcontento nazionale". Il giornalista Andrew Osborn notò che il segnale telefonico non prendeva bene in Piazza, e si chiese se "avessero tolto il segnale deliberatamente". Anche il The Guardian affermò che la connessione internet tramite cellulare era stata "tagliata via" nella Piazza.
La dimostrazione di Mosca fu generalmente pacifica e si è conclusa alla sera con il cantare la canzone Peremen (cioè "Cambiamenti") di Viktor Coj, inno alla perestrojka di Gorbacev degli anni ottanta. I resoconti sulla protesta, tra i quali è inclusa anche la sua grande diffusione, e le richieste per delle nuove elezioni, furono riportati sui notiziari della sera in Russia da parte dei media di Stato. La polizia di Mosca ha stimato che il numero dei protestanti potesse essere di 25'000, mentre l'opposizione ne ha dichiarati 50'000 presenti alla manifestazione. Altri attivisti hanno suggerito che la manifestazione potesse anche aver superato i 60'000 partecipanti in Piazza Bolotnaya.

### Richieste

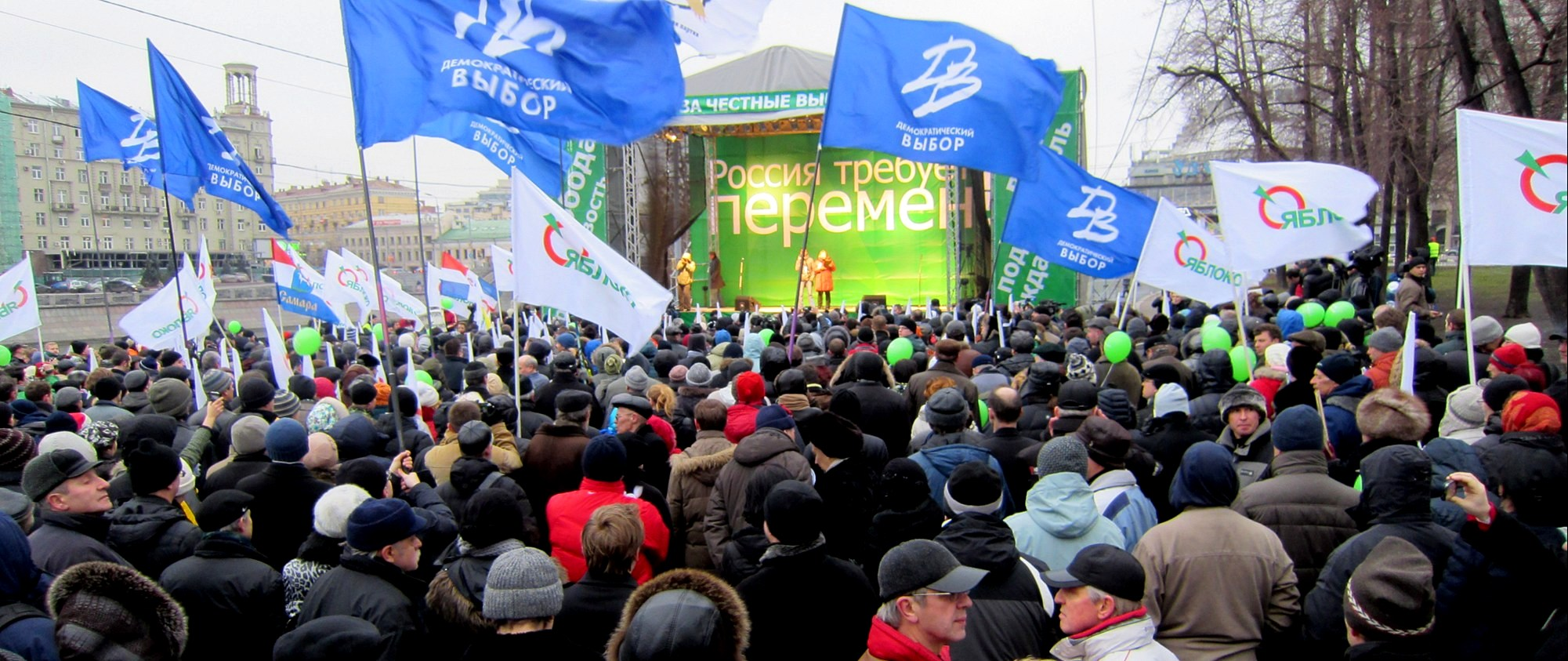
Comizio dello Jabloko del 17 dicembre.

Sebbene nei primi giorni di protesta non ci siano state richieste particolari, queste sono nate e si sono unite durante il 10 dicembre, e sono:
- La liberazione dei dissidenti e oppositori politici;
- L'annullamento dei risultati elettivi;
- Le dimissioni da parte di Vladimir Churov, direttore della commissione centrale delle elezioni;
- Un'Indagine sui brogli elettorali;
- La registrazione dei partiti d'opposizione e una nuova e democratica legislazione sui partiti e sulle elezioni;
- Delle nuove elezioni aperte e democratiche.

### Partecipanti celebri

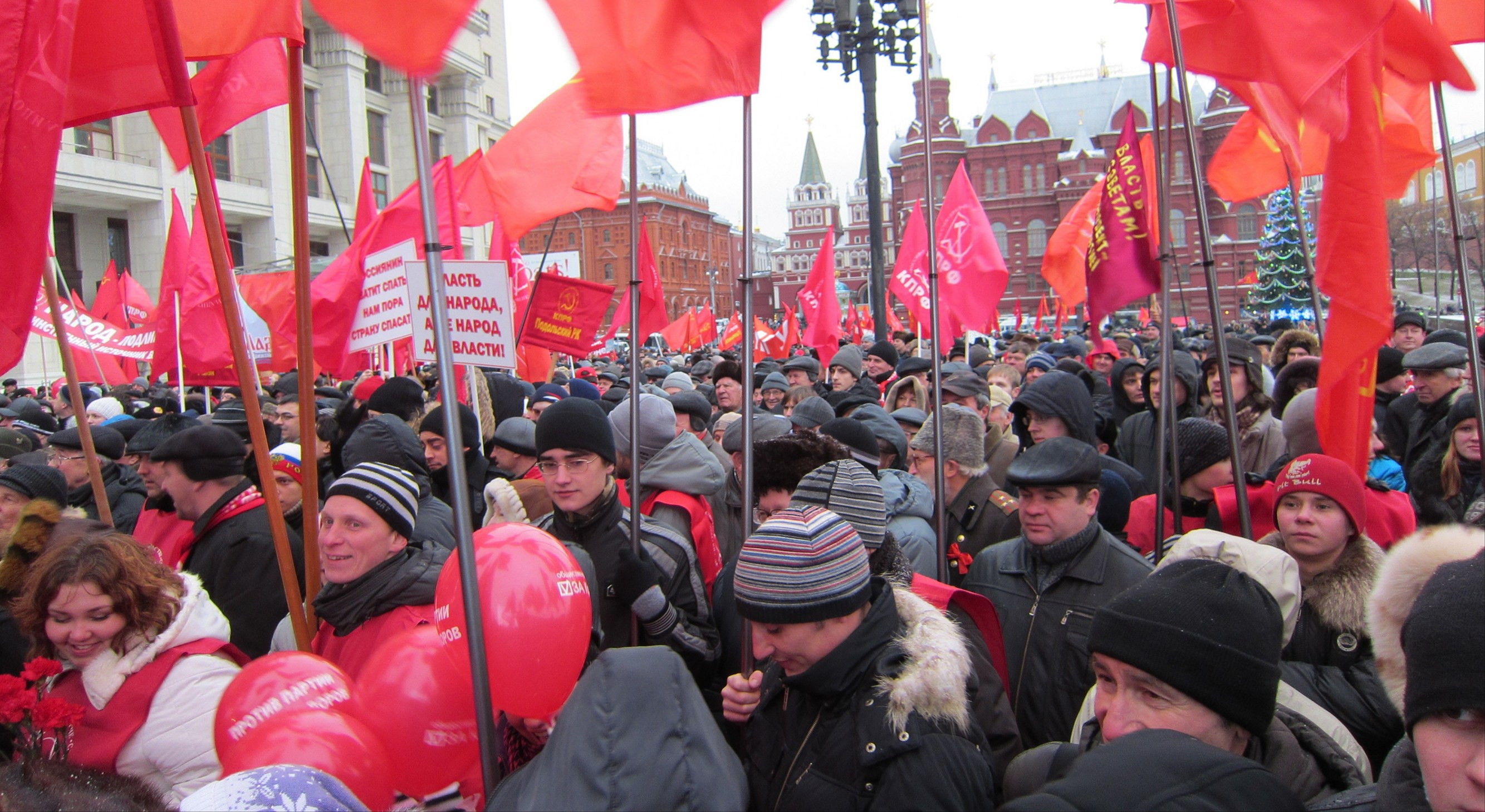
Comizio del Partito Comunista della Federazione Russa del 18 dicembre.

Vari politici e celebrità hanno partecipato alla manifestazione e tra questi ci sono (in ordine alfabetico):
- Aleksej Naval'nyj, attivista democratico e membro del Partito Repubblicano della Libertà Popolare;
- Boris Akunin, scrittore;
- Boris Nemcov, politico liberale e leader del Partito Repubblicano della Libertà Popolare;
- Dmitrij Bykov, scrittore, giornalista e poeta;
- Dmitrij Oreškin, politologo e sostenitore dell'Unione delle Forze di Destra;
- Ėduard Limonov, scrittore e dissidente politico, capo del Partito Nazional Bolscevico (fu il primo a parlare durante la protesta a Piazza della Rivoluzione);
- Gennadij Gudkov, politico e imprenditore, membro di Russia Giusta;
- Il'ja Ponomarëv, politico, membro di Russia Giusta;
- Garri Kasparov, scacchisti e attivista, leader del Fronte Civico Unito
- Grigorij Javlinskij, politico, fondatore e segretario formale del partito Jabloko;
- Konstantin Krylov, politico e capo del Movimento Socialista Russo;
- Leonid Parfyonov, formalmente anchorman e formalmente capo redattore dell'edizione russa del Newsweek;
- Michail Deljagin, politico e capo formale del partito Rodina;
- Michail Kas'janov, politico e membro della coalizione L'Altra Russia;
- Noize MC, rapper, cantante, attore e attivista d'opposizione;
- Oleg Kašin, giornalista;
- Oleg Orlov, attivista per i diritti umani, politico e membro del movimento politico Solidarnost;
- Sergej Mitrochin, politico e capo dello Jabloko;
- Evgenija Albac, giornalista investigativo e scienziato politico; dipendente del periodico New Times;
- Evgenija Čirikova, politico, ecologista e sostenitore dell'opposizione.

## Altre città

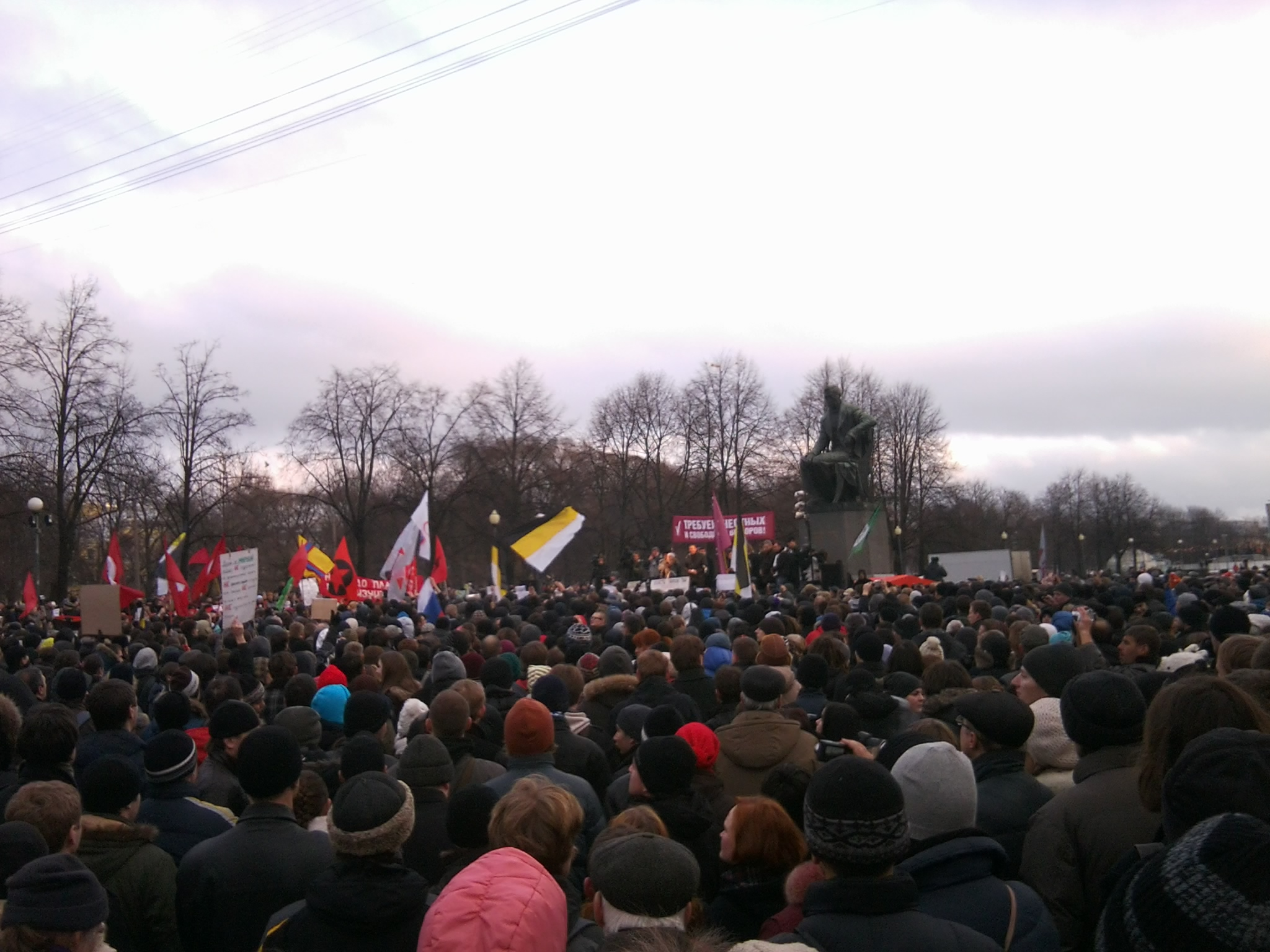
Manifestazione a Piazza Pionerskaja a San Pietroburgo, 10 dicembre 2011.

Oltre a Mosca e San Pietroburgo, le proteste si sono diffuse anche a Vladivostok, Kaliningrad e in almeno altre 88 città russe. Altre manifestazioni di massa hanno avuto luogo anche a Tomsk, Omsk, Arcangelo, Murmansk, Ekaterinburg, Novosibirsk, Krasnojarsk, Kurgan, Perm', in Carelia, a Chabarovsk, Kazan' e a Nižnij Novgorod.
Si sono stimati almeno 10 000 manifestanti a San Pietroburgo, 3 000 a Novosibirsk, 4 000 a Ekaterinburg. Almeno 1 000 nel porto di Vladivostok sulla costa russa del Pacifico.
Altre proteste "sostenitrici" si sono diffuse anche all'infuori della Russia. A Londra, il Parlamento del Regno Unito ha accusato la spia russa Katija Zatuliveter di aver innalzato un manifesto con su scritto: "Voti russi onesti al 146 %".

## Arresti

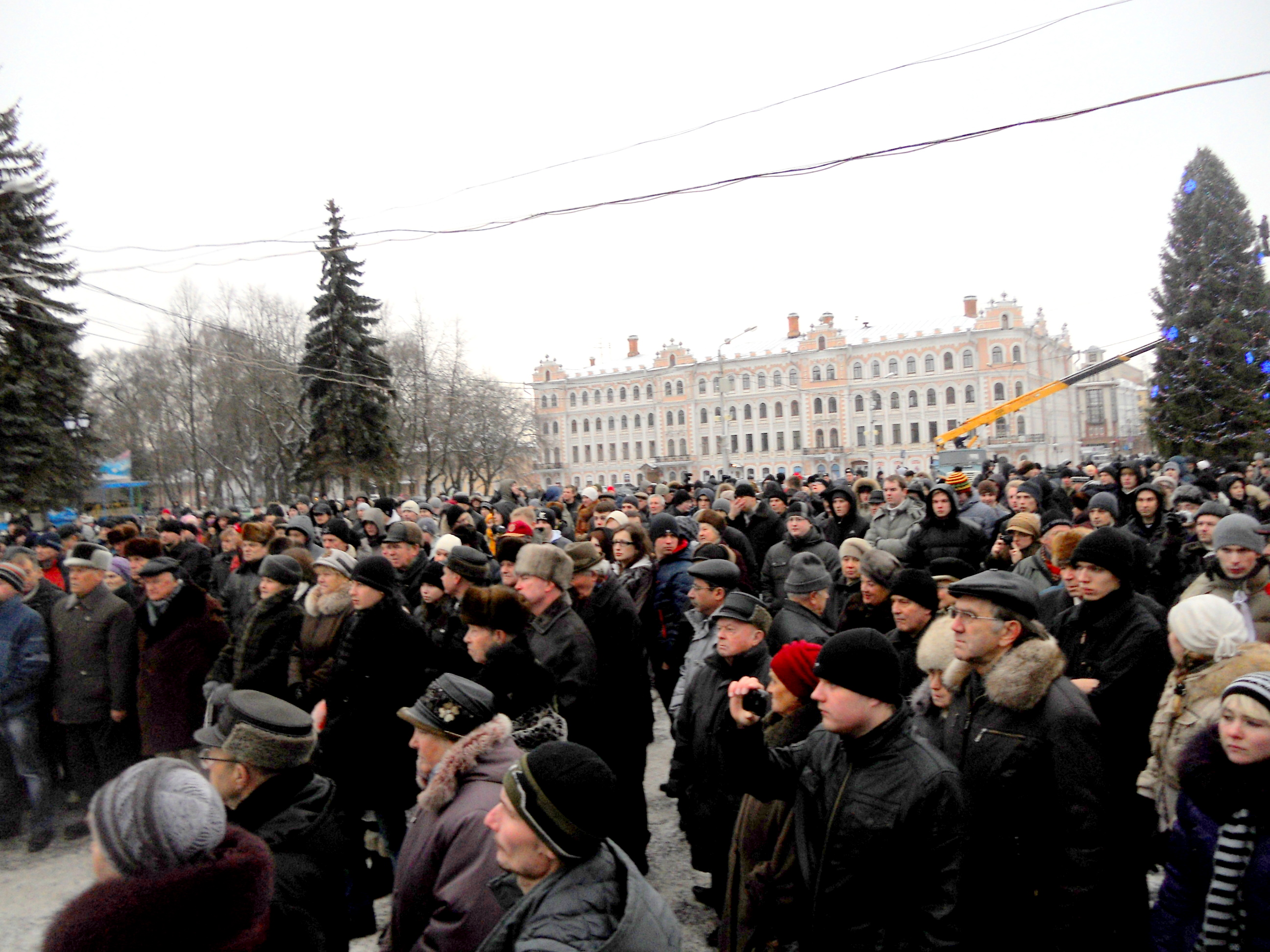
Manifestanti a Vologda il 10 dicembre 2011.

Alcune fonti hanno stimato che ci siano stati 100 arresti il 10 dicembre in tutta la Russia, la maggior parte al di fuori da Mosca, il che è un numero inferiore rispetto a quello delle proteste precedenti. A Kazan' invece furono detenuti, per un quarto d'ora, 1000 protestanti.
Un portavoce della polizia, citato dalla Ria Novosti, ricorda come siano state fermate 620 persone nelle proteste vicino alla stazione della metropolitana Chistiye Prudy e nella piazza Triumfalnaja.
Tra i fermati, anche il blogger Aleksej Naval'nyj e Ilja Jašin, leader del movimento d'opposizione Solidarnost', che sono stati condannati a 15 giorni di carcere per oltraggio e resistenza a pubblico ufficiale.

## Risultati della manifestazione
In risposta alle proteste, il presidente Medvedev, il giorno dopo il 10 dicembre, annunciò, attraverso il suo account su Facebook, nonostante non avesse accettato di esaudire le richieste dei manifestanti, che avrebbe condotto un'indagine riguardo alle dichiarazioni sui brogli. Migliaia di utenti su Facebook risposero rabbiosamente al post di Medvedev.
Il 12 dicembre il miliardario Michail Prochorov ha annunciato di volersi candidare alle elezioni presidenziali di marzo. "Probabilmente è la decisione più seria della mia vita", ha detto in una conferenza stampa a Mosca, secondo quanto riferisce la Ria Novosti. L'uomo d'affari, che è anche proprietario della squadra di basket dei New Jersey Nets, ha negato di aver discusso con il Cremlino delle sue ambizioni presidenziali. Prochorov non ha escluso una sua possibile cooperazione con l'ex Ministro russo delle Finanze Aleksej Kudrin, che ha confidato al quotidiano The Moscow News di essere in contatto con il miliardario per l'eventuale formazione di un nuovo partito.
Prokhorov voleva inizialmente prendere parte alle elezioni parlamentari come leader del partito Russia Giusta, ma a metà settembre è stato estromesso del partito, apparentemente perché troppo critico verso il Cremlino.
La sua candidatura alle presidenziali ha colto molti di sorpresa, dopo che giovedì scorso il miliardario aveva scritto sul suo blog di non vedere alternative alla scelta di Putin come presidente. "Piaccia a o non piaccia, Putin è l'unica persona in grado di gestire l'inefficiente macchina dello stato", aveva affermato in un commento sulle proteste di piazza.

## 24 dicembre

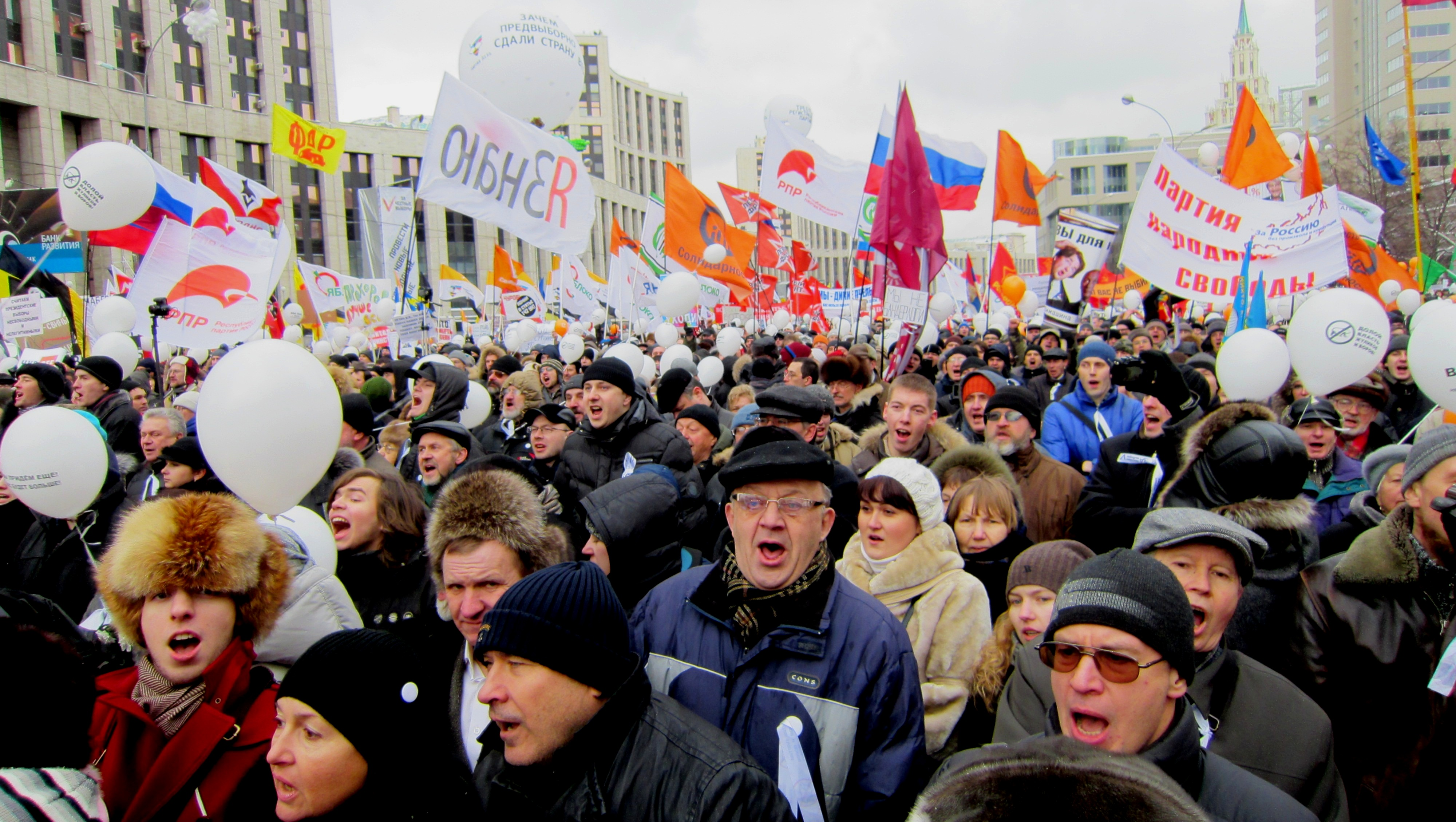
Manifestazione del 24 dicembre nella centrale Prospekt Akademika Sakharova, Mosca.

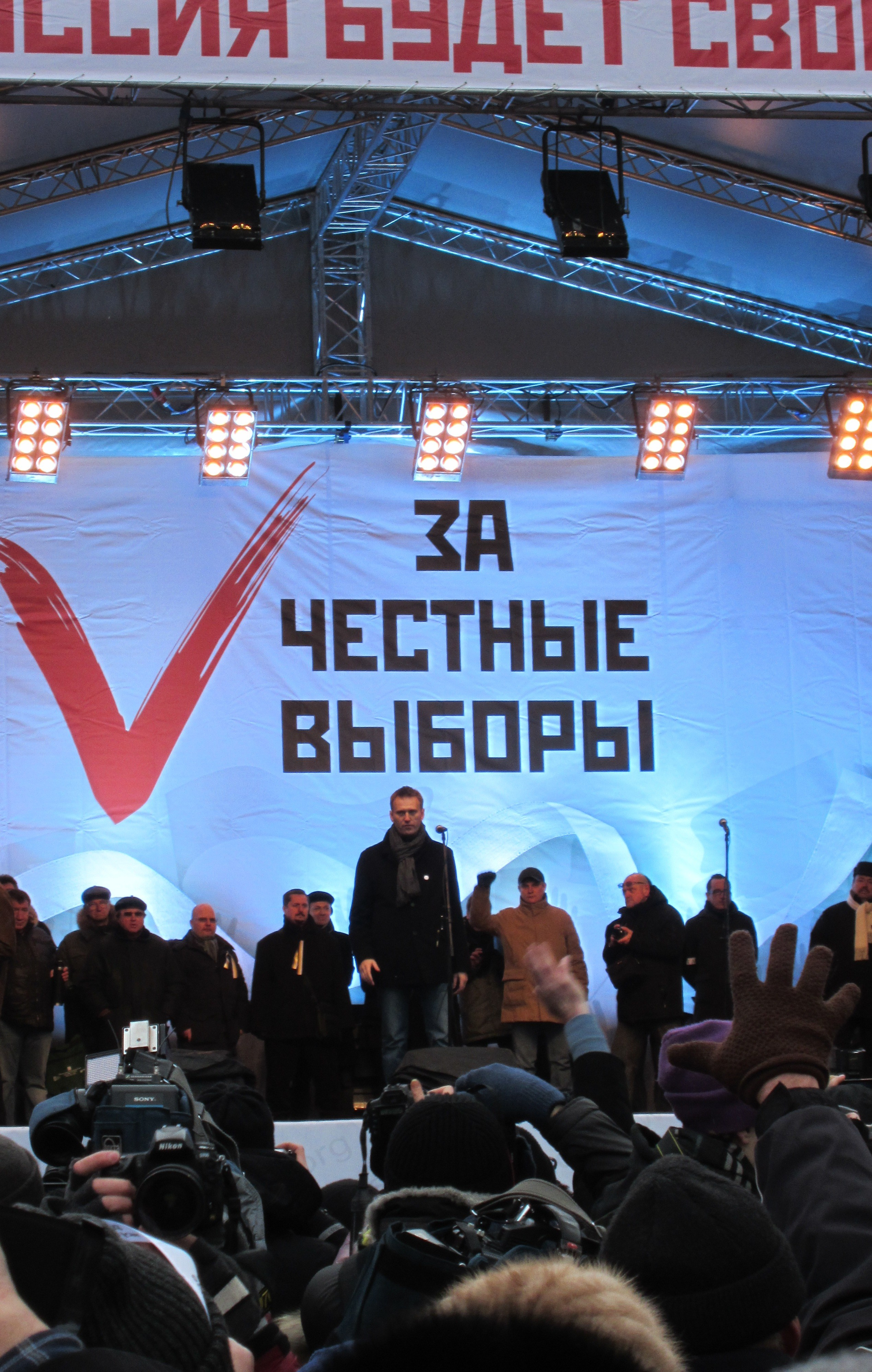
Navalny a Mosca il 24 dicembre.

I protestanti hanno pianificato delle manifestazioni seguenti per il 24 dicembre, in caso che le richieste già dichiarate non fossero state ascoltate. Le proteste ripresero a diffondersi. Migliaia di persone scesero in piazza in molte città della Russia, tra cui Mosca, Vladivostok, Novosibirsk, Barnaul, Tomsk, San Pietroburgo e Chabarovsk per protestare contro il governo di Medvedev e Putin, accusato di aver orchestrato brogli prima e durante le elezioni del 4 dicembre per il rinnovo della Duma, la camera bassa. Gli organizzatori hanno detto che almeno 120 000 persone hanno preso parte alla manifestazione di Mosca, che si è svolta sulla centrale Prospekt Akademika Sacharova. Secondo il governo i manifestanti erano circa 28 000 A Vladivostok molti cartelli chiedevano che Putin venga messo sotto processo. La manifestazione è stata autorizzata dalle autorità e organizzata da una coalizione di forze di opposizione, comunisti e liberali. Tra i manifestanti c'era anche il popolare blogger antigovernativo Aleksej Naval'nyj, arrestato dopo la manifestazione del 10 dicembre e rilasciato pochi giorni dopo. Navalnij ha detto che "ci sono qui abbastanza persone per prendere il Cremlino in questo momento, ma noi siamo persone pacifiche e non lo faremo, per ora". Putin, dopo l'ennesima ondata contro il suo governo, ha deciso di cercare un dialogo con i manifestanti, ma nessuno gli ha finora risposto.

## 3 febbraio 2012
Dopo più di un mese, l'opposizione russa è tornata in piazza. Il centro di Mosca è stato di nuovo invaso da bandiere di tutti i colori delle forze politiche che chiedevano elezioni oneste e una “Russia senza Putin”. Ma stavolta non erano più soli: i sostenitori del premier che tra un mese conta di venire rieletto presidente hanno deciso di rispondere anche loro con un evento in piazza. La polizia afferma che al corteo dell'opposizione sulla Jakimanka e al comizio sulla piazza Bolotnaja (dove il 10 dicembre scorso si tenne il primo massiccio e autorizzato raduno della protesta) sono andate 36 000 persone, mentre al parco del memoriale della Vittoria sul nazismo della collina Poklonnaja sarebbero giunte almeno 138 000 persone (le autorità vorrebbero addirittura ammonire gli organizzatori per eccesso di affluenza, visto che la richiesta fatta era per 15 000 partecipanti). Dall'altra parte, i numeri sono opposti: dai metal detector (obbligatori) sulla Bolotnaja sarebbero passate almeno 50 000 persone, qualcuno dal palco ha azzardato perfino il numero di 120 000, comunque a occhio sicuramente più numerosi, nonostante i timori degli organizzatori per la stanchezza della protesta e il freddo a meno 20, delle precedenti manifestazioni. Sulla Poklonnaya i giornalisti moscoviti più scettici hanno contato appena 15-20 000 partecipanti, a occhio erano sicuramente di più anche perché la folla è riuscita a intasare l'enorme Kutuzovsky prospect e chiuderlo al traffico.
La manifestazione dell'opposizione – la terza dopo quella del 10 e del 24 dicembre – stavolta è diventata anche un corteo, autorizzato dopo lunghe ed estenuanti trattative con il comune. Per la prima volta i manifestanti si sono divisi in colonne, per appartenenza politica, allo scopo di evitare qualche tensione degli eventi precedenti. Ma la colonna di gran lunga più numerosa è stata quella dei “senza partito”, dove hanno marciato anche quasi tutti i leader della protesta, seguiti dai cortei dei nazionalisti con le bandiere dell'impero zarista, dai liberali e dalla sinistra. In mezzo, di nuovo bandiere di tutti i colori: da quelle arcobaleno degli attivisti LGBT alle rosse dei comunisti, le verdi degli ambientalisti e le nere degli anarchici, in quel fronte vasto ed eterogeneo che, nonostante qualche attrito, continua miracolosamente a rimanere unito nella protesta. Il comizio è stato breve, anche a causa del freddo, e una serie di star della protesta come il blogger Aleksej Naval'nyj, che aveva infiammato la piazza il 24 dicembre dopo aver mancato l'appuntamento del 10 dicembre perché dietro le sbarre, non ha parlato. Il Comitato organizzativo – che per ora resta l'unica direzione della protesta – ha preferito dare la parola ad oratori diversi, “per non stufarsi sempre degli stessi”, ha tranquillizzato i suoi sostenitori lo stesso Navalnij. Il comizio è stato aperto dalla scrittrice Ljudmila Evgen'evna Ulickaja che ha salutato “i prossimi presidenti, che oggi sono qui in piazza”, e poi sul palco si sono alternati esponenti di varie forze. Il nazionalista Belov ha chiamato Putin “tiranno”, il leader dell'estrema sinistra Sergej Udalcov ha strappato un ritratto del premier e ha ironizzato sulle accuse del Cremlino di essere al soldo degli Usa: “Io ho protestato contro gli Usa per il Kosovo, ho lanciato oggetti contro la loro ambasciata, Putin dov'era?”. La giornalista e attivista Ol'ga Romanova ha chiesto libertà per i detenuti politici: "Porterò la lista al Cremlino, ci stanno aspettando".
Dei leader politici ha parlato solo Grigorij Javlinskij, escluso dalla Commissione elettorale dalla corsa alla presidenza, accolto da un boato. “Il 4 marzo la vita non finisce, per noi tutto sta solo iniziando, mentre per loro sta finendo”, ha detto il solitamente cauto leader liberale, promettendo un anno in cui “cadrà la censura e dimostreremo a tutti che la politica può essere morale, che non daremo il nostro Paese né ai fascisti, né agli stalinisti”. L'unico candidato alla presidenza, l'oligarca Michail Prochorov, ha marciato insieme a tutti, circondato da alcune centinaia di suoi seguaci, mentre il comunista Zyuganov e l'esponente della sinistra Russia Giusta Mironov hanno preferito non aderire alla piazza. Tra la folla anche Kudrin, ormai dimesso dal suo incarico, che continua a cercare una mediazione tra il Cremlino e l'opposizione, e tutte le facce della protesta: scrittori, musicisti, blogger, giornalisti, celebrities, insieme al loro popolo di giovani (ma anche sempre più facce di una certa età), con decine di cartelli, quasi tutti fatti a mano, in una gara di creatività e umorismo. E tutti insieme a commuoversi quando Jurij Ševčuk, storica rockstar russa, ha intonato, con sola chitarra, la sua “Patria”, una canzone vecchia, che tutti conoscono a memoria: “Manette e bocca strappata dai pugni, le puttane della politica sono qui, i boia in pensione si stanno di nuovo rimboccando le maniche, ma io torno nella mia patria, dicono che è brutta, ma io la amo”. Palloncini bianchi, simbolo della protesta partono verso il cielo, e gli organizzatori dopo aver annunciato le richieste del comizio – libertà ai detenuti politici, nuove elezioni alla Duma, punizione dei responsabili dei brogli, riforma politica e maggiore libertà per i partiti, non un voto a Putin – annuncia la data del prossimo appuntamento: 26 febbraio, “se il potere non esaudirà le nostre richieste”. Poi il ritorno a casa, in metropolitana, con numerose soste nei caffè, a mostrare orgogliosamente i cartelli ai passanti.
Tutt'altro clima dall'altra parte della città, dove una serie di intellettuali proputiniani hanno convocato il comizio “Abbiamo qualcosa da perdere”. Organizzazione di ferro, decine di pullman con scritte delle Poste russe e di altri enti statali, molti anche con targhe di altre città, a confermare le voci che circolavano nei giorni scorsi che l'evento sarebbe stato organizzato “dall'alto”. La conferma delle denunce – per lo più anonime – di diversi impiegati moscoviti sulle pressioni per aderire alla manifestazioni, con la carota di premi in denaro e giorni di ferie e il bastone delle minacce di licenziamento sembrava venire anche dall'identikit del militante pro-putiniano medio: donne di mezz'età con borsoni e operai, molti ragazzi un po' alticci, pochissimo entusiasmo e cartelli tutti uguali, grandi e ben stampati. Gli slogan principali erano “Putin è la stabilità”, “Siamo per l'integrità territoriale della Russia”, “Putin è la nostra scelta”. Alcuni manifestanti hanno confessato ai giornalisti russi di essere venuti perché costretti, altri hanno espresso il loro sostegno per Putin, sicuramente anche convinto, ma non si sono fatti animare troppo dagli oratori. Sul palco politologi e blogger – nessun politico – hanno denunciato il pericolo che viene dall'opposizione che “riceve istruzioni dall'ambasciata Usa”, hanno inveito contro l'Occidente e l'America in particolare, attaccato “i nemici” e soprattutto spaventato il pubblico con il pericolo di una “rivoluzione arancione”, sul modello dell'Ucraina del 2004. Lo slogan “antiarancione” era scritto anche sopra il palco, dando finalmente una forma ufficiale alle paure del Cremlino. Il politologo Sergej Kurghinian ha negato risolutamente che qualcuno in piazza sia stato costretto a venire. Critiche anche al sistema, con denunce di corruzione e inefficienza, e nessuna menzione di Russia Unita, a conferma delle indiscrezioni secondo le quali Putin avrebbe deciso di scaricare il suo fedelissimo partito dopo il fallimento elettorale alla Duma, e di presentarsi come il presidente del popolo e non dei burocrati.
La protesta non si è limitata solo a Mosca. 200 città russe sono scese in piazza, dai ghiacci della Siberia alle palme di Soči, in alcuni luoghi poche centinaia di manifestanti, in altri migliaia. A Pietroburgo hanno sfilato in 30 000. La paura degli oppositori che la protesta sarebbe scemata, a quanto pare, a un mese dalle elezioni non trova conferme.

## Censura da parte dei media nazionali

Il nastro bianco, simbolo della rivoluzione.

Secondo la BBC, il 7 dicembre "i canali TV di Stato hanno ignorato le proteste, dando una copertura solo per manifestazioni a sostegno del governo". Al contrario, i giornali hanno citato le proteste in modo più approfondito. L'unica stazione TV federale che ha citato le proteste è l'indipendente, ma che non trasmette molto, Ren TV. Ad ogni modo, a partire dal 10 dicembre, tutti i canali televisivi principali hanno censurato le proteste.

## Simboli
Il nastro bianco è emerso nell'ottobre 2011 come simbolo di opposizione e dopo le elezioni si è diffuso rapidamente. Alcuni russi hanno legato i nastri bianchi ai loro vestiti, alle automobili e ad altri oggetti, e il motivo è apparso sulle RuNet e su Twitter. Sono almeno 50 000 o 100 000, secondo gli organizzatori, le persone che hanno aderito alla protesta contro i presunti brogli del voto legislativo del 4 dicembre: una protesta pacifica il cui segno distintivo è stato un nastro bianco. Un colore che le autorità russe temono possa diventare quello di una nuova rivoluzione, come quella arancione filo-occidentale in Ucraina, che portò all'annullamento del voto presidenziale nel 2004. Il nastro bianco è diventato simbolo di protesta e di opposizione in Russia contro il Primo Ministro Vladimir Putin, il suo partito, Russia Unita, e i brogli elettorali riscontrati durante le elezioni.
"Uscita dalla metropolitana i poliziotti mi hanno vista con indosso il nastro bianco e hanno applaudito", ha scritto su Twitter una giovane moscovita mentre si stava recando al meeting.
A partire dal 10 dicembre, il canale TV indipendente Dožd ha cominciato a mandare in onda un fiocco bianco che riveste il suo logo. La direttrice, Natalija Sindeeva, ha spiegato che il fiocco bianco per lei era più un simbolo di "sincerità" che di "propaganda". La NTV ha descritto il giorno del 10 dicembre come "il giorno dei fiocchi bianchi".